# Вербный, Назар Богданович
Наза́р Богда́нович Ве́рбный (укр. Вербний Назар Богданович; род. 26 июля 1997, Львов) — украинский футболист, полузащитник

## Клубная карьера
Воспитанник футбольного клуба «Карпаты».
В Украинской Премьер-лиге дебютировал 17 сентября 2016 года в матче против «Черноморца».
В январе 2020 года подписал контракт с донецким «Олимпиком». Покинул команду летом 2020 года. Перед началом сезона 2020/21 присоединился к новичку Второй лиги Украины — галичским «Карпатам».

## Карьера в сборной
В 2012 году сыграл два матча за юниорскую сборную Украины до 16 лет — против сборных Турции и Латвии.

## Статистика выступлений
| Клуб             | Лига             | Сезон            | Чемпионат | Чемпионат | Кубки | Кубки | Еврокубки | Еврокубки | Итого | Итого |
| Клуб             | Лига             | Сезон            | Игры      | Голы      | Игры  | Голы  | Игры      | Голы      | Игры  | Голы  |
| ---------------- | ---------------- | ---------------- | --------- | --------- | ----- | ----- | --------- | --------- | ----- | ----- |
| Карпаты          | Премьер-лига     | 2014/15          | 0         | 0         | 0     | 0     | 0         | 0         | 0     | 0     |
| Карпаты          | Премьер-лига     | 2015/16          | 0         | 0         | 0     | 0     | 0         | 0         | 0     | 0     |
| Карпаты          | Премьер-лига     | 2016/17          | 4         | 0         | 1     | 0     | 0         | 0         | 5     | 0     |
| Карпаты          | Итого            | Итого            | 4         | 0         | 1     | 0     | 0         | 0         | 5     | 0     |
| Всего за карьеру | Всего за карьеру | Всего за карьеру | 4         | 0         | 1     | 0     | 0         | 0         | 5     | 0     |